# فالکنشتاین، اتریش
فالکنستین   (به آلمانی: Falkenstein) یک منطقهٔ مسکونی در اتریش است که در ناحیه میستلباخ واقع شده‌است. فالکنستین   ۴۶۸ نفر جمعیت دارد.

## خواهرخوانده
شهر فالکنشتاین خواهرخواندهٔ فالکنستین   هست.